# Шірін Нджейм
Шірін Нджейм (нар. 4 жовтня 1984) — ліванська гірськолижниця і легкоатлетка. Представляла свою країну на зимових Олімпійських іграх 2002, 2006 та 2010 років і літніх Олімпійських іграх 2016 (марафон).

## Біографічна довідка
Шірін Нджейм народилась в родині торговця хімічними продуктами, провела дитинство в Лівані. З дитинства любила спорт, вперше стала на лижі у трирічному віці. В юнацькі роки переїхала до Франції для тренувань, де пробула декілька років, а згодом поїхала до Солт-Лейк-Сіті, щоб займатися в академії «Rowmark Ski», яку колись відвідувала американська олімпійська чемпіонка Пікабо Стріт.
З 2010 року студентка університету штату Юта.